# 鄂勒衮
乌尔衮（17世纪—1697年），又作鄂勒衮，绰罗斯氏，卫拉特蒙古杜尔伯特部人，清朝时期台吉，达赖泰什的曾孙，楚（垂因）的孙子，阿勒达尔台什之子。
清朝康熙二十九年（1690年），跟随噶尔丹进攻乌兰布通，兵败，率军三百余人逃到图拉河地界。康熙三十六年（1697年），再次跟随噶尔丹掠夺喀尔喀，被和托辉特台吉根敦击杀。

## 子孙
- 策凌
  - 额克德
    - 纳刻车木伯勒
    - 额林沁札木苏

  - 玛赉
    - 额尔克
    - 萨他木

  - 巴拜
  - 策妄达尔札
    - 多尔济喇布坦
      - 敦多克喇布坦